# Clossiana bellona
Clossiana bellona är en fjärilsart som beskrevs av Fabricius 1775. Clossiana bellona ingår i släktet Clossiana och familjen praktfjärilar. Inga underarter finns listade i Catalogue of Life.

## Bilder

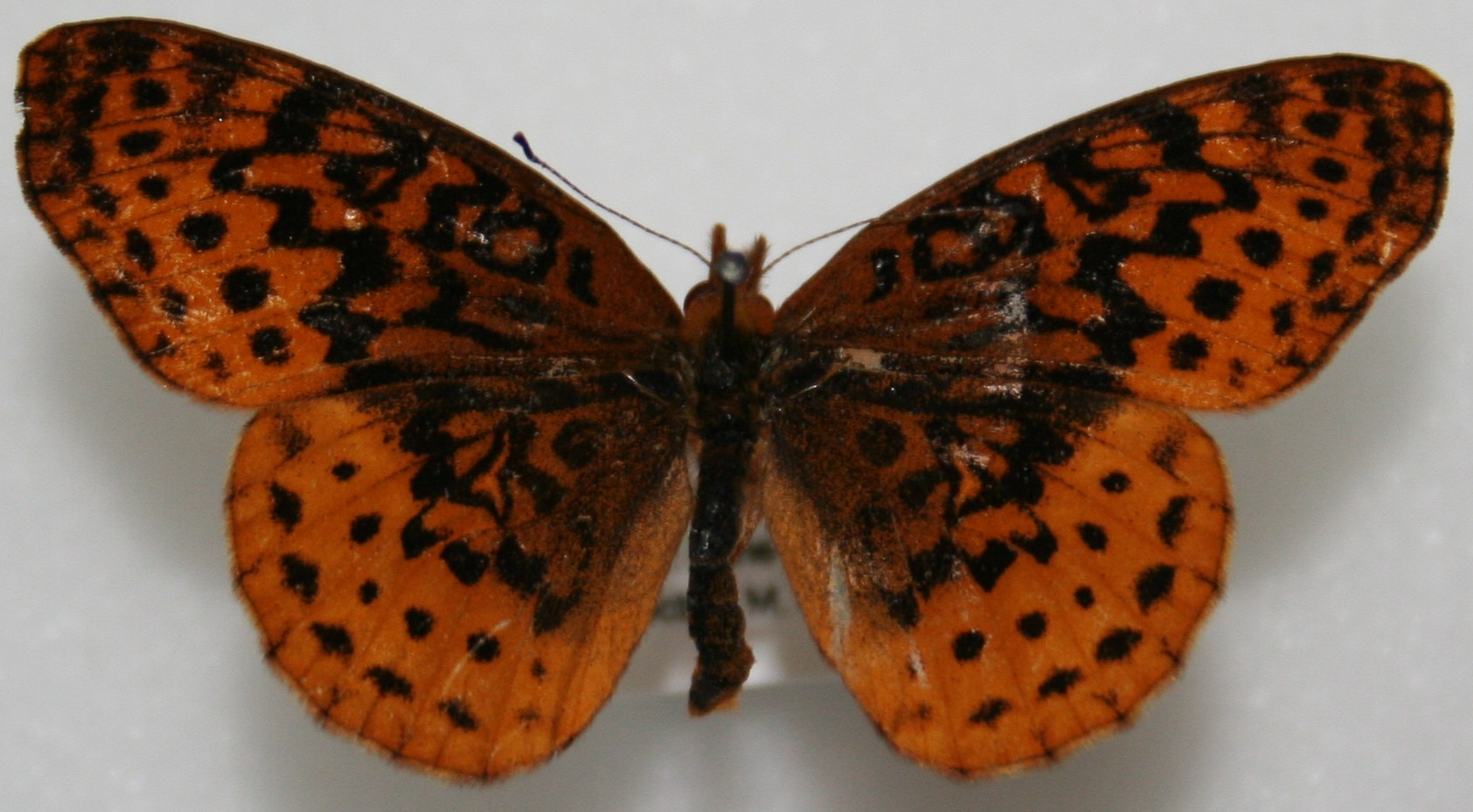
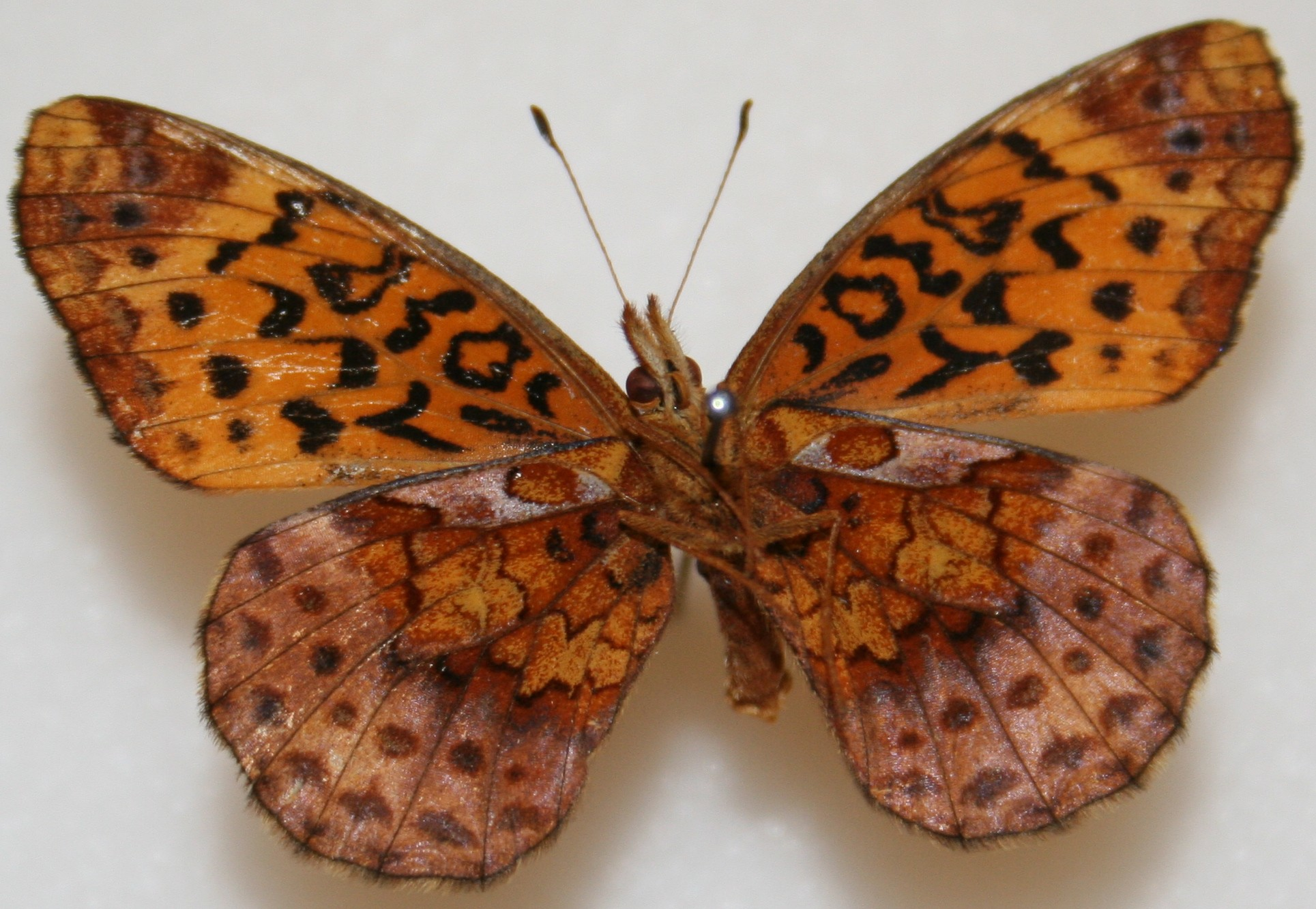
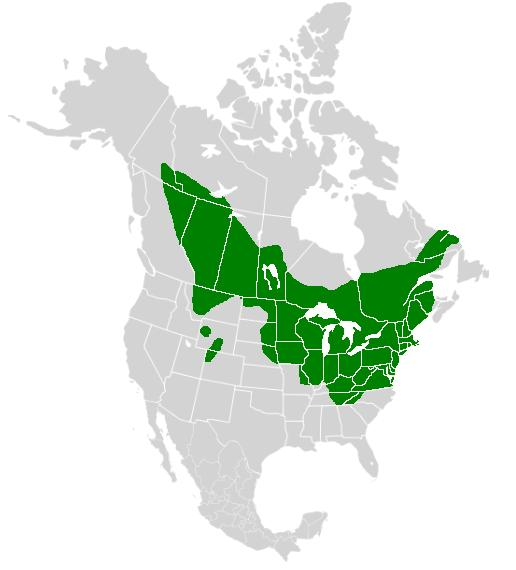
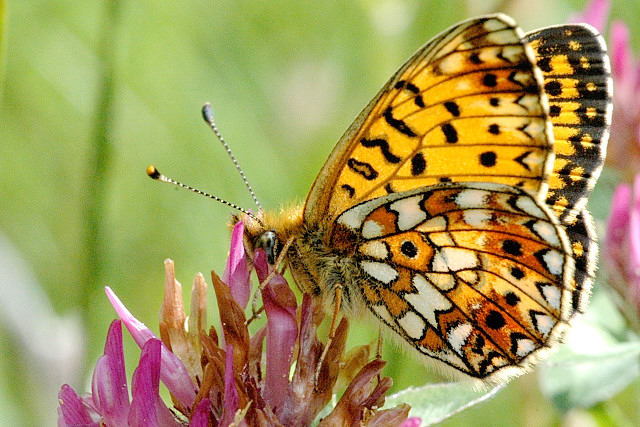
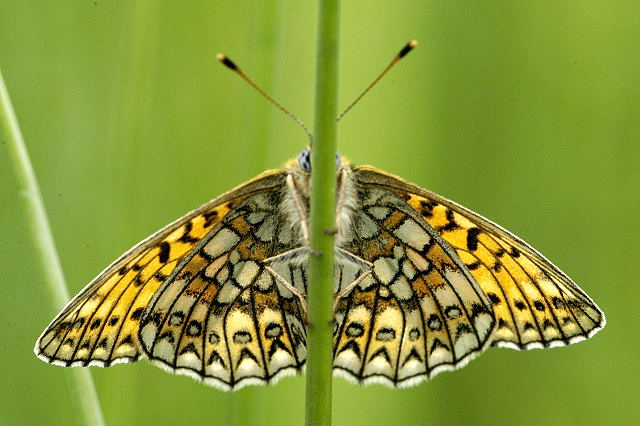